# La Marsa
La Marsa este un oraș în Tunisia, situat pe malul Mediteranei, la E de Tunis.